# Guernesey (vêtement)
Pour les articles homonymes, voir Guernesey.

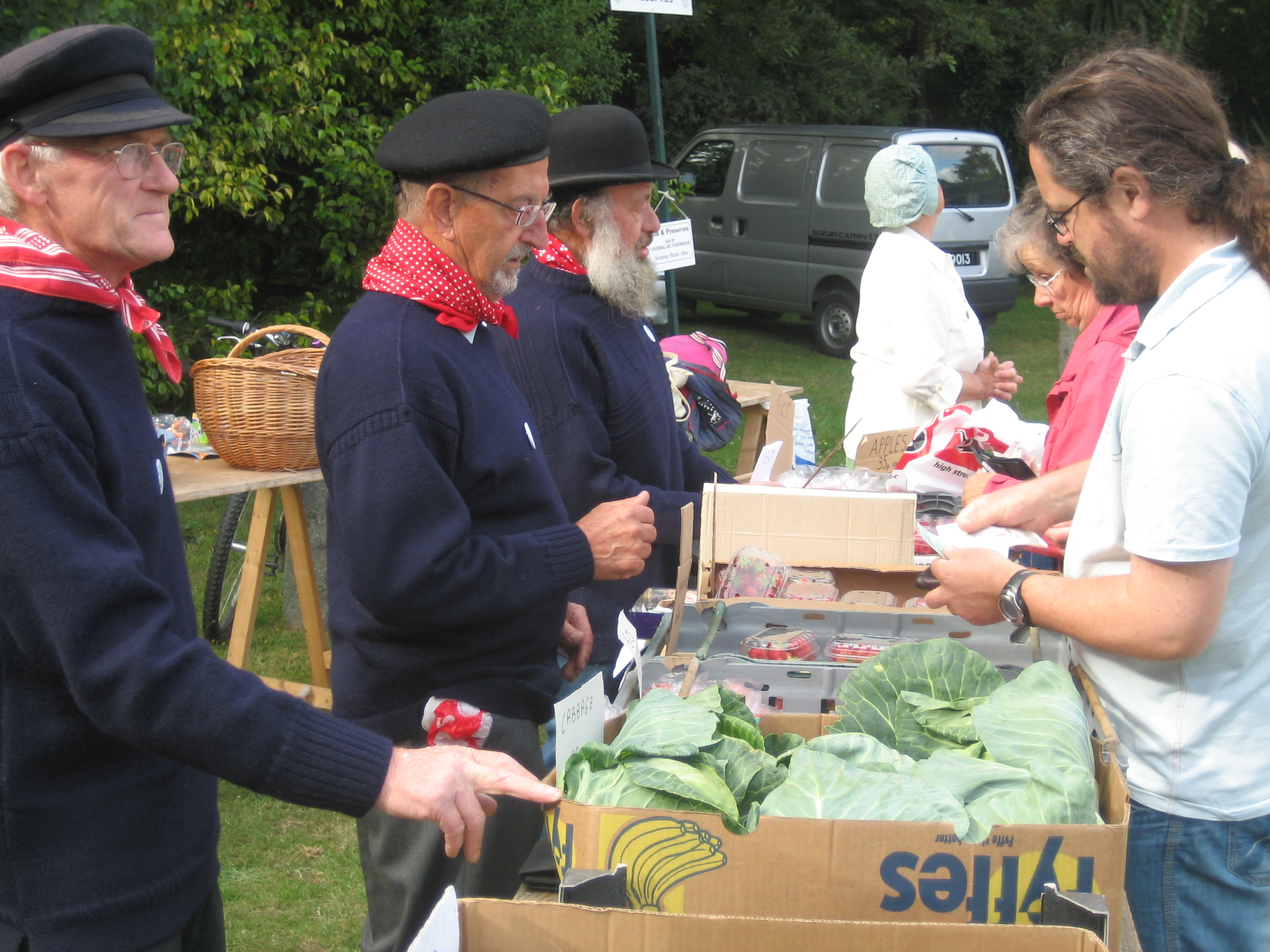
Guernesiais portant leur guernesey à Lé Viaer Marchi (Le Vieux Marché), Guernsey

Un guernesey (anglais : guernsey ou gansey) est un pull en laine porté par les marins.

## Origines
Le guernesey est un pilier de l'industrie de la maille de Guernesey remontant à la fin du XVe siècle, quand une autorisation royale fut obtenue pour importer de la laine d'Angleterre et exporter des marchandises tricotées vers la Normandie et l'Espagne. Peter Heylin décrivait la fabrication et l'export de waste-cotes durant le règne de Charles Ier. La première utilisation du terme guernesey en dehors de l'île se trouve dans le Oxford Dictionary de 1851, mais le vêtement était porté dans le bailliage avant cela.
Le guernesey naquit en tant que vêtement pour les marins, qui nécessitaient un vêtement chaud, résistant, mais confortable qui supporterait les embruns. L'intense torsion donnée aux fibres de laine compactes et les points étroitement tricotés donnent un résultat qui "dévierait l'eau" et capable de repousser la pluie et l'écume. 
Le guernesey était traditionnellement tricoté par les épouses des pêcheurs et les patrons se transmettaient de mère en fille au fil des générations. Bien que les chandails disponibles dans le commerce sont fabriqués avec une machine à tricoter, la touche finale de ces guerneseys est tricotée à la main.
Par les relations commerciales établies au XVIIe siècle, le guernesey rencontra un succès chez les marins aux alentours des Îles Britanniques, et de nombreuses communautés côtières développèrent leurs propres "ganseys" basés sur des patrons originaux. Tandis que les patrons classiques de guernesey restèrent simples, les patrons devinrent de plus en plus complexes à mesure que le vêtement progressait au Nord, ceux des villages de pêcheurs Écossais montrant les évolutions les plus techniques.
Mary Wright soutient que l'utilisation et le port de guerneseys partout dans les Îles Britanniques depuis plus d'un siècle et demi remplissent presque les critères requis pour être désigné comme costume national. En 2010, un guernesey du Folk Museum Guernsey fut inclus dans le projet de la chaine BBC Une Histoire du Monde en Cent Objets.
Il y a de multiples noms pour ce vêtement, par exemple redingote de Guernesey, maillot de Guernesey, smock-frock ou encore redingote du pêcheur. Fondamentalement ces noms désignent le même vêtement, avec des variations de matériaux par rapport à leurs utilisations.

## Modèle
Deux styles de guerneseys existent : celui "d'usage" et un autre plus sophistiqué, souvent conservé pour des occasions ou des évènements particuliers. Traditionnellement, les ganseys n'avaient pas de coutures apparentes et étaient conçus suivant la méthode du tricot circulaire.
Le guernesey d'usage suivait une conception simpliste dans le but de réduire le temps de production et les matériaux nécessaires pour le produire. La vente de vêtements tricotés pour soutenir le revenu des ménages était une activité fréquente chez de nombreuses familles de l'île et par conséquent les vêtements vendus étaient de conception simple. Il est estimé qu'un total de 84 heures étaient nécessaires à la conception d'un guernesey : la conception simpliste était moins coûteuse en temps que la conception élaborée.
Le guernesey qui est toujours en production sur l'île conserve une grande part de son aspect d'origine. L'arête sur le haut de la manche  est censée représenter une corde servant d'échelle aux marins préparant le navire à prendre la mer, et la couture relevée parcourant l'épaule, une corde.
Comme beaucoup de modèles de pull-overs et de vestes coupe-vent portés par les marins de l'Atlantique, de la Manche et de la mer du Nord, les guerneseys vendus dans les boutiques de Saint-Pierre-Port existent uniquement en deux couleurs, à savoir bleu marine ou rouge brique.
Portés avec fierté et souvent tricotés par les jeunes épouses pour vanter « la nature industrielle de la femme qui allait être sur le point d'être mariée ». Avec l'avènement des guerneseys élaborés de manière industrielle et le déclin des pièces cousues main, les guerneseys authentiques sont devenus rarissimes.

## Usage dans les forces armées Britanniques
Au XIXe siècle, le guernesey fut largement utilisé comme symbole d'appartenance à certains rangs au sein de la British Royal Navy,. Le vêtement était aussi porté pendant la bataille de Trafalgar (Bien que ceux-ci furent probablement des laines grossières, non tricotés). L'association des guerneseys avec les forces armées Britanniques continua jusqu'au XXIe siècle. En 2006, la 7e division blindée britannique a commanda 300 pièces à une compagnie sur l'île de Guernesey pour des soldats destinés à aller sur le front en Irak. Chaque pièce fut cousue main dans une couleur neutre et eurent l'insigne du Rat du Désert tricoté sur la manche gauche. D'autres commandes de guerneseys furent effectuées par divers organes de l'armée Britannique, certains pour habiller notamment des officiers.